# José María Enciso Madolell
José María Enciso Madolell (1894-1938) va ser un militar espanyol.
Va néixer en 1894. Militar professional, pertanyia a l'arma d'infanteria. Segons han assenyalat alguns historiadors, durant el període de la Segona República va ser un dels fundadors de la Unió Militar Republicana Antifeixista (UMRA) al costat d'altres oficials de l'exèrcit.
El juliol del 1936 ostentava el rang de capità i es trobava destinat en el Batalló presidencial, a Madrid. Una vegada començada la contesa, es va posar al comandament d'una columna que portava el seu nom —la qual tenia per nucli al disciplinat Batalló presidencial. A l'octubre-novembre, juntament amb Fernández Cavada es va situar en la Casa de Campo durant els primers atacs de la Defensa de Madrid (que van esdevenir posteriorment en la Batalla de la Ciutat Universitària).
El 31 de desembre de 1936 va ser creada la 44a Brigada Mixta i Enciso va quedar al seu comandament, intervenint en un fallit assalt a l'Hospital Clínic de la Ciutat Universitària al començament de gener de 1937. El 27 de març va deixar el comandament de la unitat, en passar a liderar una divisió. També va estar al comandament de forma accidental i per poc temps de la 24a Brigada Mixta. Posteriorment va manar la 10a Divisió del XVIII Cos d'Exèrcit, amb la qual al juliol de 1937 va participar part en la Batalla de Brunete. Temps després també va manar la 72a Divisió. Al març de 1938 va caure presoner en el front d'Aragó, i posteriorment fou jutjat per una cort marcial i afusellat a Saragossa.